# Луганський трубний завод
Луганський трубний завод — український виробник сталевих зварних труб. Штаб-квартира розташована в Луганську.
До 2012 р. підприємство було одним із найбільших виробником труб масового призначення на території України та великим українським постачальником цієї продукції дза кордон.

## Історія
Завод заснований 26 квітня 1913 року. Цього дня був зареєстрований «Торговий дім К. К. Попов та І. Е. Буденцов» для виробництва труб у м. Луганськ.
1918 року завод був націоналізований.
У лютому 1943 року, після вступу в Луганськ Червоної Армії та відкидання звідти німецьких окупантів, заводчани за допомогою населення відновили зруйновані цехи і вже у квітні того ж року розпочався прокат труб.
У 1974 році завершено будівництво нового виробничого корпусу, розпочате в 1969, по випуску спіральношовних труб з ділянкою оцинкування, де вперше у практиці СРСР ведеться оцинкування труб у вертикальному положенні. Почали працювати ремонтно-механічний цех, котельня, підстанція, водооборотний цикл. Річне виробництво становило 225 тис. тонн труб.
Після створення об'єднання підприємств-виробників труб "Укртрубпром" завод увійшов до складу об'єднання.
1998 року вперше проведено сертифікацію водогазопровідних труб на відповідність вимогам ГОСТ 3262-75 у системі УкрСЕПРО. У 1999 році вперше сертифіковано систему якості ДСТУ ISO 9002-95 в системі УкрСЕПРО.
В 2003 році завод збільшив виробництво труб до 161,6 тис. тонн, 2004 року — випустив 137,8 тис. тонн. тонн.
У 2005 році завод виробив продукцію на суму 452,9 млн дол. гривень.
У 2007 році завод збільшив валовий прибуток на 19,27%.
Економічна криза і вступ України до СОТ у 2008 році, ускладнили становище заводу. Крім того, імпорт продукції підприємства в Європу був ускладнений після того, як 29 вересня 2008 року Комітет із захисту Об'єднання виробників зварних сталевих труб подав скаргу про заподіяння збитків і в листопаді 2008 року Європейська комісія порушила антидемпінгове розслідування щодо імпорту в ЄС квадратних та прямокутних сталевих труб з України, Білорусії та Туреччини. В результаті, 2008 рік ЗАТ "Луганський трубний завод" завершило з чистим збитком у розмірі 98,243 млн гривень (у той час як за результатами 2007 року підприємство отримало чистий прибуток у розмірі 265 тис. грн.)..
У 2009 році завод випустив 164,3 тис. тонн продукції  і завершив рік зі збитками у розмірі 39,242 млн гривень.
Також у 2009-2010 роках на підприємстві запущено два нові табори, один з яких дозволив збільшити сортаментну лінійку підприємства по круглих трубах до діаметра 168 мм та профільних – до 140х140 мм. Внаслідок оновлення виробничих потужностей до 2010 року частка присутності підприємства на українському ринку збільшилася практично до 40%.
2010 рік ЛТЗ завершив із чистим збитком у розмірі 25,481 млн гривень.
У 2011 році ЛТЗ знизив виробництво продукції на 13% (до 200,3 тис. тонн) та завершив рік із чистим збитком у розмірі 38,296 млн тонн. гривень.
У першому півріччі 2012 року завод зменшив випуск продукції до 107,3 тис. тонн.
З вересня 2012 року внаслідок зміни власників виробництво було практично зупинено.
У жовтні 2012 року завод практично повністю зупинив виробництво, у листопаді 2012 року почалося звільнення працівників підприємства.
17 січня 2013 року розпочався судовий процес щодо визнання банкрутом Луганського трубного заводу. Після цього, навесні 2013 року на базі майнового комплексу заводу було створено компанію ТОВ "Луганський трубопрокатний завод". З 1 серпня 2013 року завод відновив виробництво. За перші чотири місяці роботи після простою завод випустив 15,3 тис. тонн продукції.

## Зовнішні посилання
В Енциклопедії сучасної України